# Archibald Hoxsey

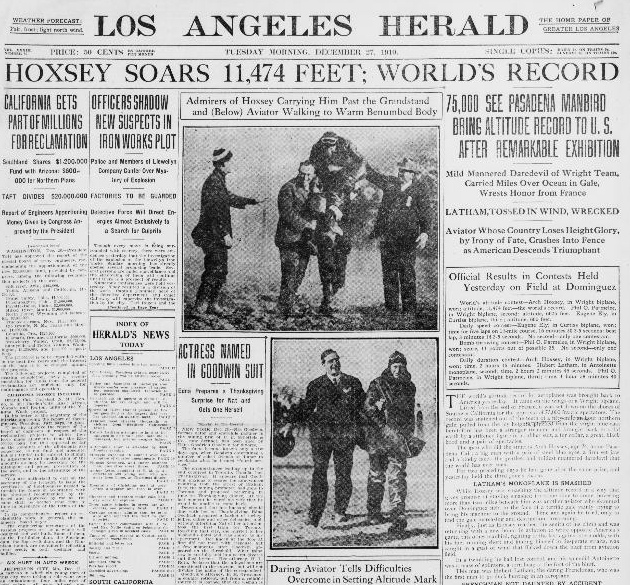
Première page du Los Angeles Herald du 27 décembre 1910.

Archibald Hoxsey (né le 15 octobre 1884 et mort le 31 décembre 1910) est un aviateur américain qui vola pour les frères Wright. Le 11 octobre 1910, il emmena avec lui l'ancien président des États-Unis Theodore Roosevelt pour un vol à bord d'un Wright Model B. Le 27 décembre 1910, il atteint un record d'altitude à 3 497 m à Pasadena. Il est l’un des premiers à périr lors d'un accident d'avion trois jours après à Los Angeles.